# L'equilibrio
L'equilibrio és una pel·lícula italiana del 2017 dirigida per Vincenzo Marra.

## Argument
Don Giuseppe, un sacerdot de Campània que és missioner en territori africà, intenta superar una crisi de fe demanant que el seu bisbe sigui traslladat a un petit poble de la seva terra natal. Don Giuseppe és traslladat posteriorment a una petita ciutat napolitana, on substitueix el rector del barri, Don Antonio, que està molt compromès amb la batalla contra la negativitat dels residus tòxics. Posteriorment, el nou rector xoca amb els tremends poders d'aquell lloc, havent d'acceptar i superar allò que és totalment el contrari de la positivitat respecte al territori napolità al qual s'ha traslladat.

## Distribució
La pel·lícula es va estrenar a l'edició Giornate degli Autori al Festival Internacional de Cinema de Venècia el 5 de setembre de 2017. La pel·lícula es va estrenar als cinemes el 21 de setembre de 2017.

## Repartiment
- Mimmo Borrelli: Don Giuseppe
- Roberto Del Gaudio: Don Antonio
- Lucio Giannetti: Gaetano
- Giuseppe D'Ambrosio: Saverio
- Francesca Zazzera: Assunta
- Autilia Ranieri: Antonietta
- Paolo Sassanelli: El bisbe
- Astrid Meloni: Veronica
- Francesco Pio Romano: Daniele
- Sergio Del Prete: Enzo

## Recaptació
A Itàlia va recaptar uns 53.000 euros a taquilla

## Premis
- 2017 - Festival Internacional de Cinema de Venècia
  - Premi Nuovo Imaie al millor actor emergent a Mimmo Borrelli
  - Premi La cera d'oro al millor actor emergent a Mimmo Borrelli
  - Premi Lanterna Magica (CGS) a la millor pel·lícula.[5]
- 2018 - Festival Internacional de Cinema de Bari
  - Premi Alberto Sordi al millor actor secundari a Roberto Del Gaudio[6]
- 2018 - Nastro d'argento
  - Candidatura al millor argument a Vincenzo Marra[7]